# Xuwulong
Xuwulong là một chi khủng long, được You Li D. Q. & Liu W. mô tả khoa học năm 2011.